# Freddie Steward
Freddie Nicholas Overbury Steward (Dereham, 5 de diciembre de 2000) es un rugbista británico que se desempeña como fullback y juega en los Leicester Tigers de la inglesa Premiership Rugby. Es internacional con la Rosa desde 2021.

## Carrera
Se formó deportivamente en el Holt RFC, jugando inicialmente como apertura, de centro y finalmente se estableció como fullback en la M16, cuando se unió a las juveniles de los Leicester Tigers.
Debutó en la primera a inicios de 2019, jugando la Premiership Rugby Cup, en una derrota 47–20 ante los Northampton Saints. Pese a su debut profesional, continuó jugando en la M18 y días más tarde ganó un segundo título de liga consecutivo.
Anotó su primer try en la Copa Desafío Europeo 2019-20, enfrentando al Rugby Calvisano. Esa temporada fue destacado como un «jugador promesa» por Rugbypass.
Jugó la final de la temporada 2021-22 y ganaron tras vencer a los Saracens 15–12. En su primer partido de la temporada 2022-23, anotó un triplete en el derbi número 250 contra Northampton Saints y ganaron 41–21.
El 28 de septiembre de 2022, Leicester anunció la ampliación de su contrato.

## Selección nacional
Representó a la selección juvenil y jugó el Seis Naciones M20 2020, que finalmente se canceló por la pandemia.
El australiano Eddie Jones lo convocó a la Rosa para las pruebas de mitad de año 2021 y debutó contra los Estados Unidos. Marcó su primer try contra los Wallabies, durante las pruebas de fin de año 2021, después de evadir la marca de Kurtley Beale y contribuyó directamente a la victoria inglesa. En mayo de 2022 fue nombrado Rugbista Inglés del Año.
También un pateador de larga distancia, en 2022 fue nombrado el Mejor Fullback del año por World Rugby. Además, en mayo de 2023, repitió como Rugbista Inglés del Año.

### Participaciones en Copas del Mundo
Steve Borthwick lo convocó a Francia 2023 como titular indiscutido, formando la línea del fondo con Elliot Daly y Jonny May.
| Mundial                       | Sede    | Resultado  | PJ | Tries |
| ----------------------------- | ------- | ---------- | -- | ----- |
| Copa Mundial de Rugby de 2023 | Francia | 3er Puesto | 5  | 1     |